# 考哈內瓦-波赫揚康阿斯國家公園
考哈内瓦-波赫扬康阿斯国家公园（芬蘭語：Kauhanevan–Pohjankankaan kansallispuisto）是芬蘭的一個國家公園，位於南博滕區。考哈内瓦-波赫扬康阿斯国家公园成立於1982年，面積57平方（22平方英里）。國家公園內的沼澤面積達16.3平方（6.3平方英里）。

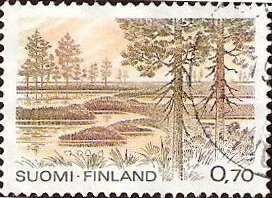
1981年发行的芬兰邮票上的考哈内瓦沼泽